# Rössler-Linie
Die Rössler-Linie ist eine Binnenreederei in Rüdesheim am Rhein, die mit Fahrgastschiffen Ausflugsfahrten im Liniendienst, als Themen- und Eventfahrten sowie als Charter vor allem im Oberen Mittelrheintal anbietet.

## Gründung und Entwicklung der Flotte
Die Ursprünge des Familienbetriebes reichen bis in das frühe 19. Jahrhundert zurück, als die Familie Rössler Fähr- und Frachtdienste über den Rhein betrieb. Rund 100 Jahre verkehrte sie mit hölzernen Nachen und Segelbooten zwischen Rüdesheim, Bingen und Assmannshausen. Sitz des Unternehmens und Heimathafen der Schiffe ist seitdem der heutige Rüdesheimer Ortsteil Assmannshausen.

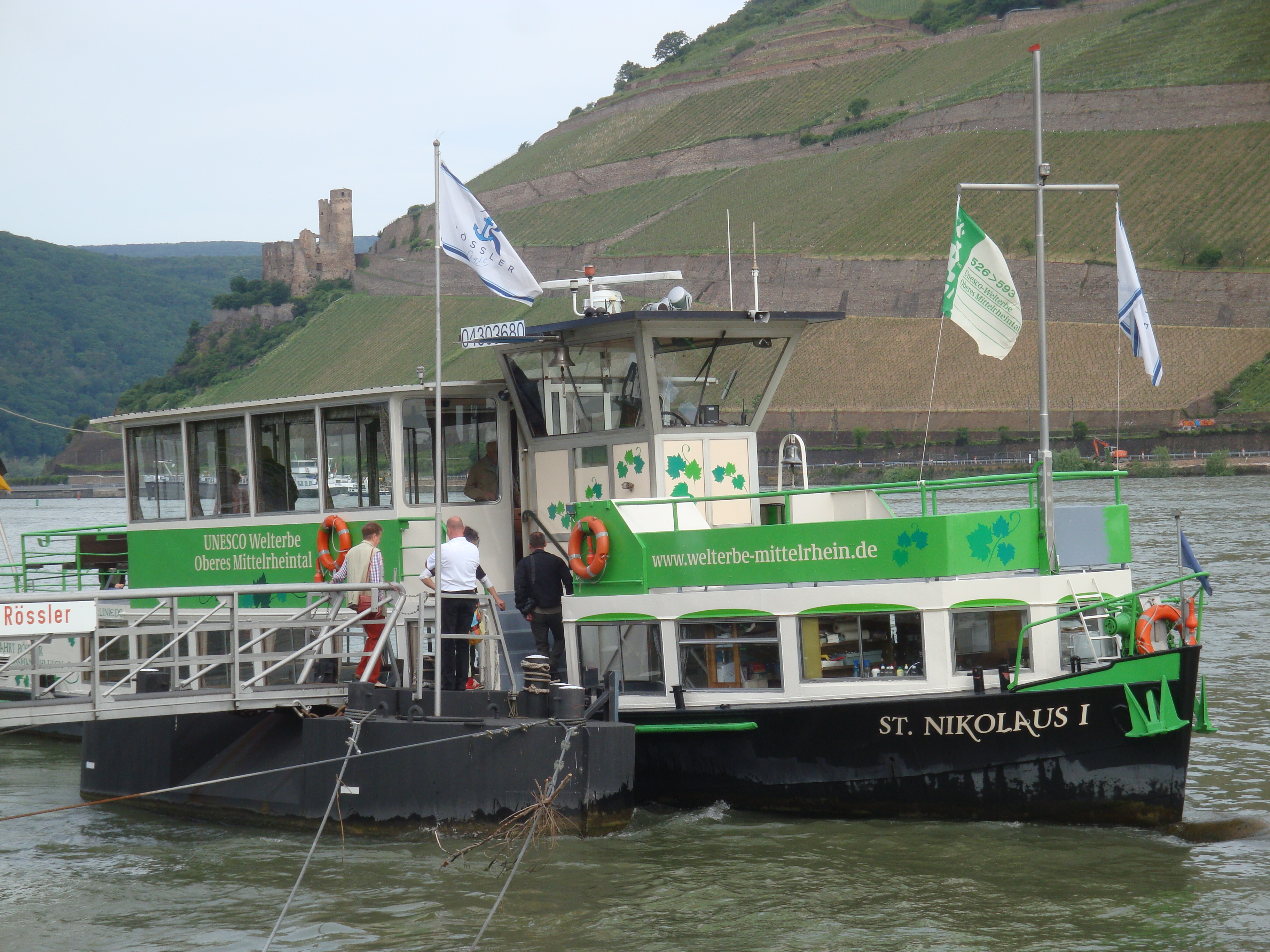
Die St. Nikolaus I. 2016 in Bingen

Das erste motorbetriebene Fahrgastschiff erwarb der Familienbetrieb 1927: Die Rheingold war mit einem 35-PS-Benzinmotor ausgerüstet und konnte 86 Fahrgäste befördern. Das nächste Schiff legte sich das Unternehmen nach den Zerstörungen des Zweiten Weltkrieges 1948 zu, das den Namen St. Nikolaus erhielt. Aufgrund der gestiegenen Nachfrage bei den Ausflugsfahrten folgte 1958 die größere und für 106 Fahrgäste ausgelegte St. Georg.
Um unabhängiger vom Sommergeschäft mit den Ausflugsfahrten zu werden, kaufte die Reederei 1961 das Vorspannboot Rheingold mit 320 PS, mit dem sie am Binger Loch mit seiner hohen Fließgeschwindigkeit Frachtschiffen bergwärts Schlepphilfe leistete. Auch nach der Verbreiterung des Binger Lochs durch Sprengung von Felsen im Jahr 1974 bot sie diesen Dienst weiterhin an.
Als gleichzeitig die Zahl der Touristen im oberen Mittelrheintal und damit auch die Nachfrage nach Ausflugsfahrten weiter anstieg, konzentrierte sich die Familienreederei ganz auf die Fahrgastschifffahrt. 1977 kaufte sie die kleine St. Nikolaus 1 für 50 Fahrgäste und ließ 1985 mit der Rheingau ihren ersten Neubau vom Stapel, der eine Zulassung für 250 Passagiere erhielt. 1991 folgte mit der Sankt Nikolaus ein drittes Schiff, das ebenfalls für 250 Fahrgäste ausgelegt war.
2003 wurde die Sankt Nikolaus an die Donau verkauft und durch den größeren Neubau Rhein Star ersetzt, der 600 Fahrgäste fassen kann. Das vierte Schiff der aktuellen Flotte, die Rhein Dream, bestellte die Rössler-Linie 2010 bei der Lux-Werft. Das Schiff ist als „Flachgänger“ mit einem Tiefgang von nur 1,00 Meter ausgelegt, um auch bei Niedrigwasser noch Fahrten durchführen zu können.

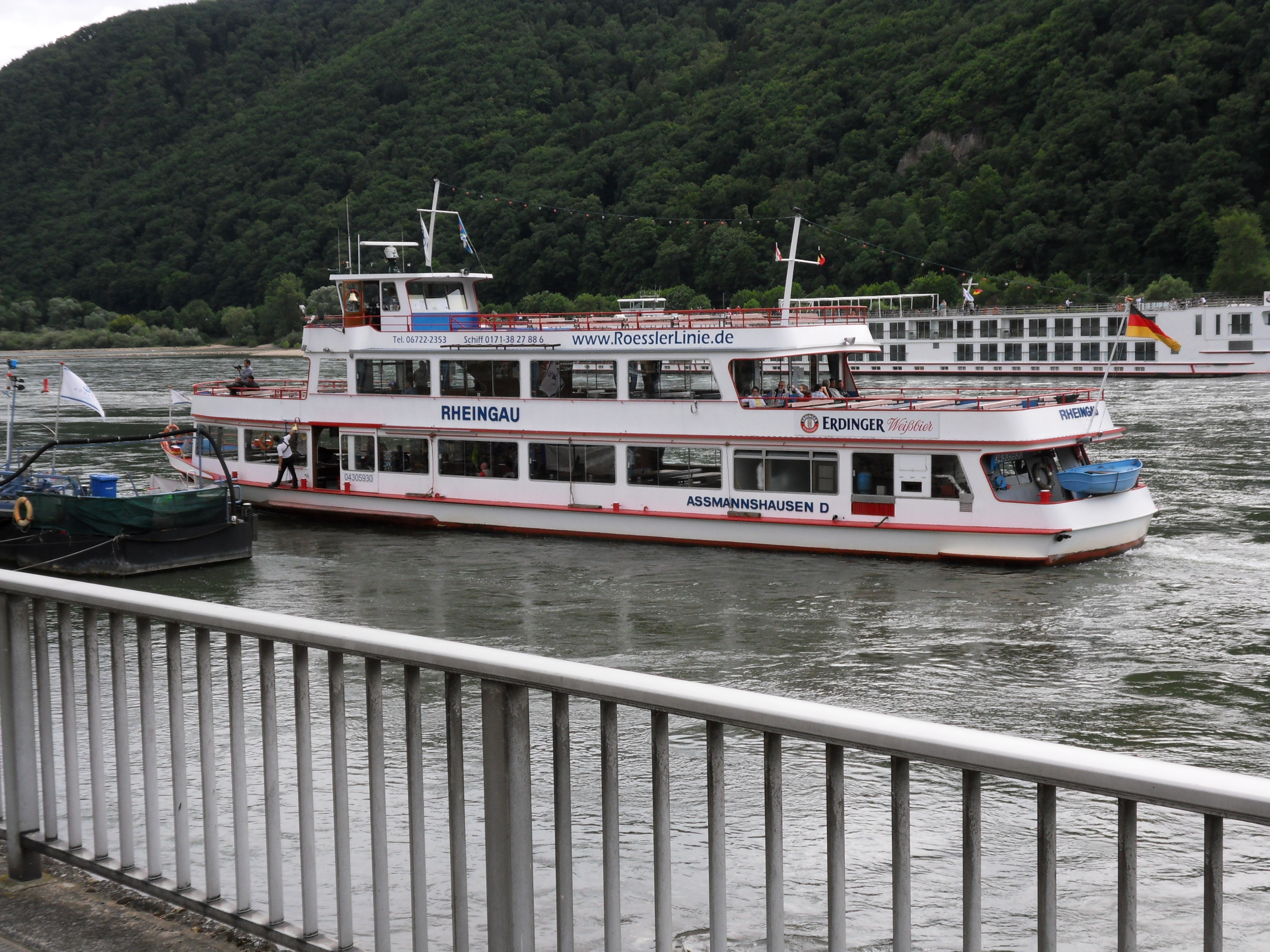
Die Rheingau 2015 in Assmannshausen
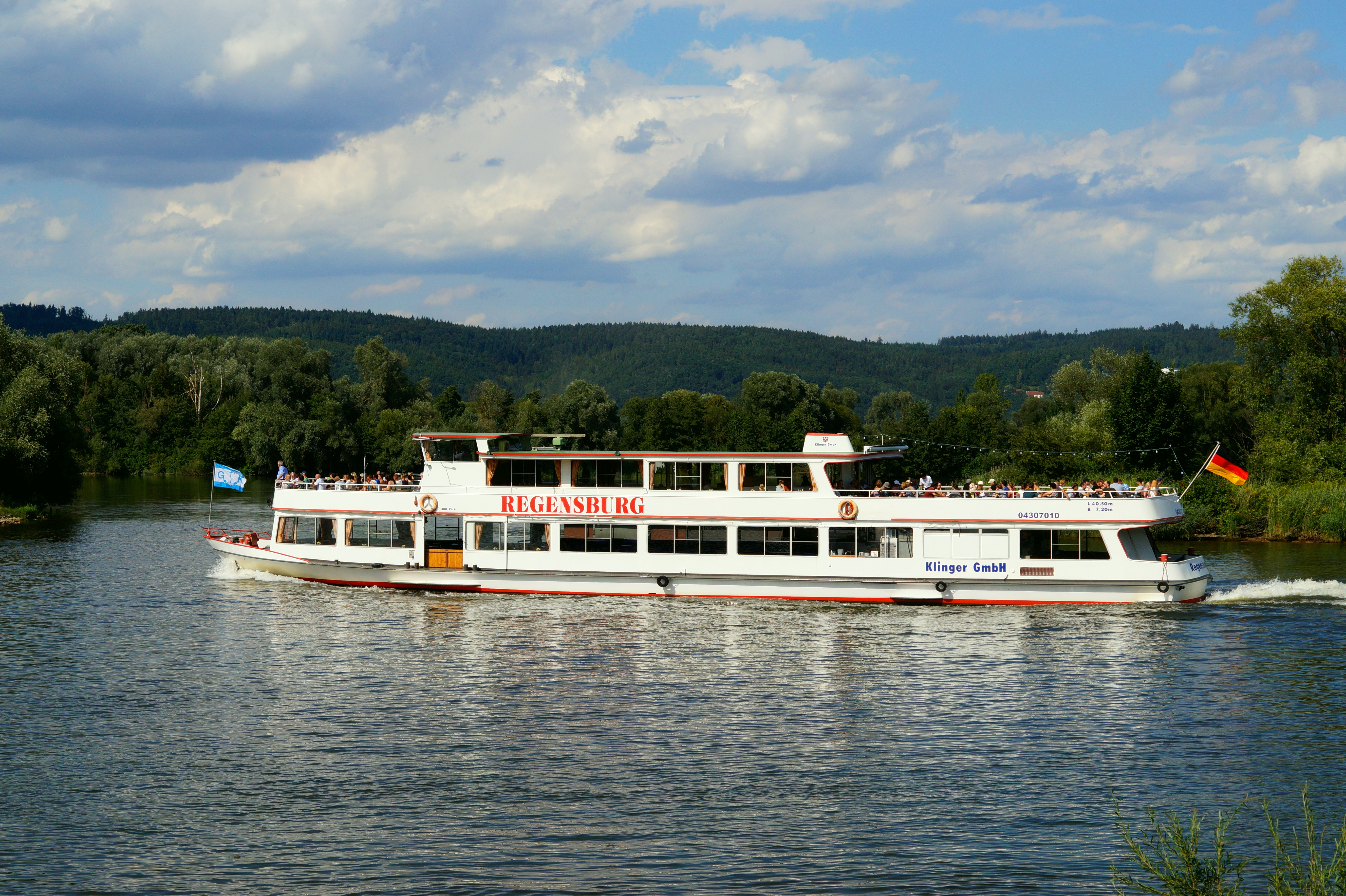
Die frühere Sankt Nikolaus 2015 als Regensburg auf der Donau
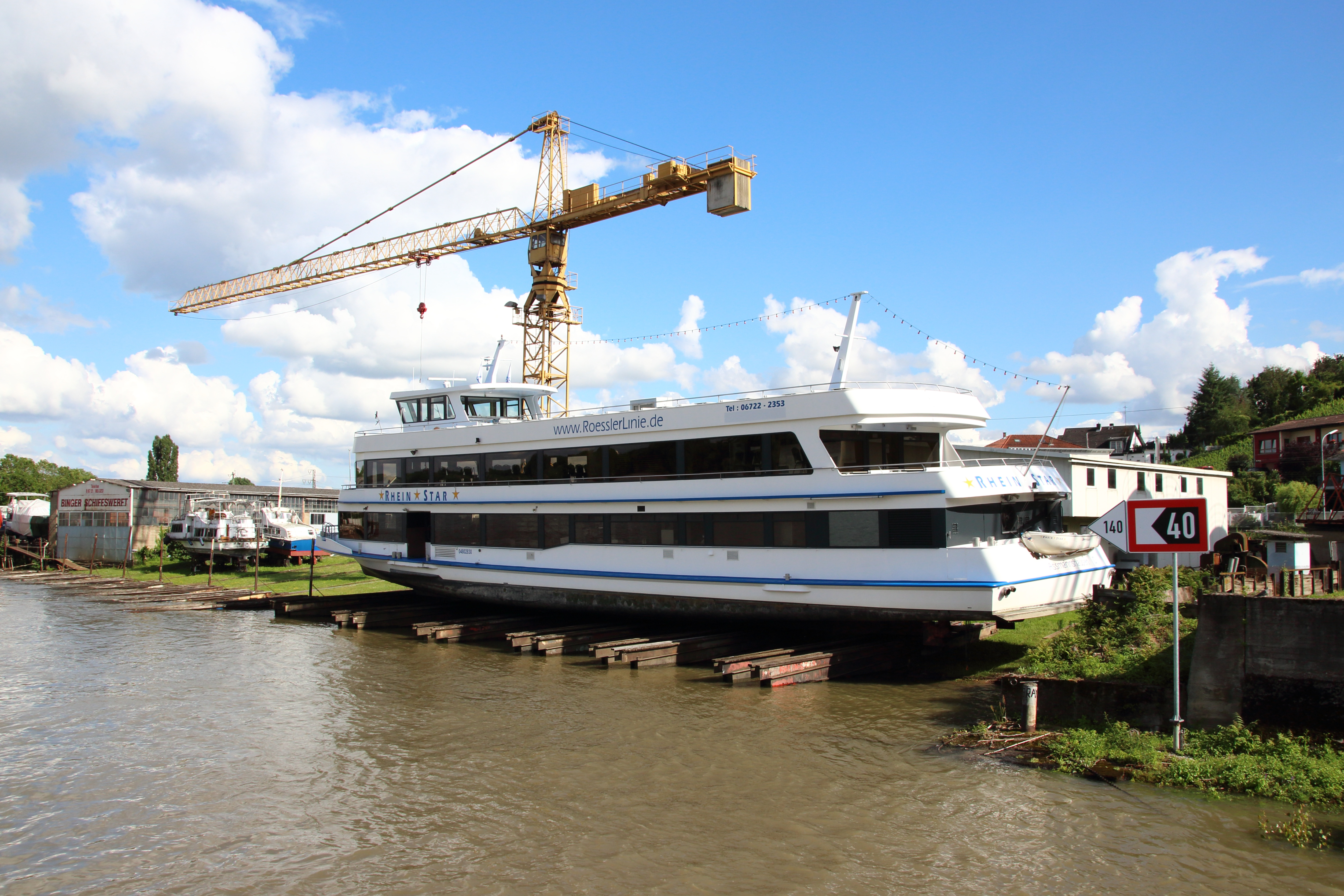
Die Rhein Star 2021 in der Binger Schiffswerft

## Angebote
Das Kerngeschäft der Rössler-Linie bilden Rundfahrten zwischen Rüdesheim, Bingen und Assmannshausen, die in der Regel von Anfang April bis Ende Oktober durchgeführt werden. Diese Touren werden auch als Themenfahrten angeboten („Romantik-Tour“, „Burgenrundfahrt“), dazu kommen Rundfahrten um die Loreley, die von St. Goar und St. Goarshausen starten.
Ergänzt werden diese Fahrten durch Event- bzw. Themenfahrten, wie etwa themenbezogene Dinnerfahrten, Natur-Exkursionen, Weihnachtsfahrten oder zu den Feuerwerken am Mittelrhein wie zu Rhein in Flammen. Darüber hinaus stehen die Schiffe ganzjährig zur Verfügung und können für private Feiern oder Firmenanlässe gechartert werden.

## Schiffe der Rössler-Linie
| Name           | Baujahr, Werft                           | Abmessungen Länge × Breite × Tiefe | Passagiere | im Dienst der Reederei | Anmerkungen, Verbleib |
| -------------- | ---------------------------------------- | ---------------------------------- | ---------- | ---------------------- | --- |
| Rheingold      | ?                                        | ?                                  | 86         | 1927–?                 | Fahrgastschiff; erstes Motorschiff des Unternehmens |
| St. Nikolaus   | ?                                        | ?                                  | ?          | 1948–?                 | Fahrgastschiff |
| St. Georg      | ?                                        | ?                                  | 106        | 1958–?                 | Fahrgastschiff |
| Rheingold      | ?                                        | ?                                  | keine      | 1961–mind. 1974        | Vorspannboot |
| St. Nikolaus 1 | 1952, Schiffswerft Schmidt in Oberkassel | 24,50 × 4,20 × 1,20                | 50         | seit 1977              | Fahrgastschiff |
| Rheingau       | 1985, Lux-Werft, Niederkassel/Mondorf    | 36,00 × 7,20 × 1,10                | 250        | seit 1985              | Fahrgastschiff |
| Sankt Nikolaus | 1984/85, Lux-Werft, Niederkassel/Mondorf | 40,50 × 7,20 × 1,10                | 250        | 1991–2003              | 1985 Fahrgastschiff; lux. Princesse Marie-Astrid, 1991 Ankauf, 2003 Regensburg der Regensburger Personenschifffahrt Klinger, für 2025 als Museum des Unterzeichnungsortes des Schengener Abkommens geplant. |
| Rhein Star     | 2003, Lux-Werft, Niederkassel/Mondorf    | 44,40 × 9,20 × 1,25                | 400        | seit 2003              | Fahrgastschiff |
| Rhein Dream    | 2011, Lux-Werft, Niederkassel/Mondorf    | 40,20 × 8,60 × 1,00                | 250        | seit 2011              | Fahrgastschiff |